# João Gomes (football)
João Victor Gomes da Silva dit João Gomes, né le 12 février 2001 à Rio de Janeiro au Brésil, est un footballeur international brésilien qui évolue au poste de milieu défensif aux Wolverhampton Wanderers.

## Biographie

### Carrière en club

#### CR Flamengo
Né à Rio de Janeiro au Brésil, João Gomes passe par CR Vasco da Gama avant d'être formé au CR Flamengo, qu'il rejoint à l'âge de huit ans.
Il joue son premier match en professionnel le 22 octobre 2020, à l'occasion d'une rencontre de Copa Libertadores face au club colombien de l'Atlético Junior. Il entre en jeu et son équipe s'impose par trois buts à un. Le 1er novembre 2020, il fait sa première apparition dans le championnat du Brésil de première division face au São Paulo FC. Il est titularisé lors de cette rencontre où son équipe s'incline par quatre buts à un.
Lancé en équipe première par l'entraîneur Domènec Torrent, c'est sous les ordres de Rogério Ceni qu'il s'impose en équipe première, l'ancien portier international brésilien lui faisant confiance en l'absence de Thiago Maia sur blessure. En février 2020, João Gomes prolonge son contrat jusqu'en 2025 avec Flamengo,.
João Gomes remporte la Supercoupe du Brésil en entrant en jeu le 11 avril 2021, lors du match qui oppose son équipe à la SE Palmeiras. Flamengo s'adjuge le trophée en sortant vainqueur d'une séance de tirs au but.
Le 6 août 2021, João Gomes inscrit le but de la victoire face à l'ABC Futebol Clube, en huitièmes de finale de la coupe du Brésil. Son équipe s'impose par un but à zéro ce jour-là,.

#### Wolverhampton Wanderers
Le 30 janvier 2023, lors du mercato hivernal, João Gomes rejoint Wolverhampton Wanderers. Il signe un contrat de cinq ans et demi, soit jusqu'en juin 2028.
Pour son premier match avec les Wolves, le 11 février 2023 contre le Southampton FC en Premier League, João Gomes se fait remarquer en inscrivant également son premier but pour le club. Entré en jeu à la place de Matheus Nunes, il marque quelques minutes plus tard et permet à son équipe de remporter la partie (1-2 score final),. Le 1er avril 2025, Gomes a signé un nouveau contrat de cinq ans avec le club, avec une option pour une année supplémentaire.

### En sélection
Le 1er mars 2024, João Gomes est convoqué avec l'équipe nationale du Brésil par le sélectionneur Dorival Júnior. Il honore sa première sélection lors de ce rassemblement, le 23 mars 2024, lors d'un match amical contre l'Angleterre à Wembley durant lequel il est titularisé (victoire 0-1 du Brésil).
Le 10 mai 2024, il figure dans la liste des joueurs retenus par Dorival Júnior pour participer à la Copa América 2024.

## Statistiques
| Saison                | Club                    | Championnat           | Championnat | Championnat | Championnat | Coupe nationale | Coupe nationale | Coupe nationale | Coupe de la Ligue | Coupe de la Ligue | Coupe de la Ligue | Supercoupe | Supercoupe | Supercoupe | Compétition(s) continentale(s) | Compétition(s) continentale(s) | Compétition(s) continentale(s) | Compétition(s) continentale(s) | Ligue d’État | Ligue d’État | Ligue d’État | Total | Total | Total |
| Saison                | Club                    | Division              | M.          | B.          | P.d.        | M.              | B.              | P.d.            | M.                | B.                | P.d.              | M.         | B.         | P.d.       | Comp.                          | M.                             | B.                             | P.d.                           | M.           | B.           | P.d.         | M.    | B.    | P.d.  |
| 2020                  | CR Flamengo             | Série A               | 11          | 0           | 0           | -               | -               | -               | -                 | -                 | -                 | -          | -          | -          | CL                             | 3                              | 0                              | 0                              | -            | -            | -            | 14    | 0     | 0     |
| 2021                  | CR Flamengo             | Série A               | 19          | 0           | 1           | 4               | 1               | 0               | -                 | -                 | -                 | 1          | 0          | 0          | CL                             | 6                              | 0                              | 0                              | 14           | 1            | 1            | 44    | 2     | 2     |
| 2022                  | CR Flamengo             | Série A               | 29          | 0           | 1           | 9               | 2               | 0               | -                 | -                 | -                 | 1          | 0          | 0          | CL                             | 12                             | 0                              | 1                              | 13           | 0            | 0            | 64    | 2     | 2     |
| Sous-total            | Sous-total              | Sous-total            | 59          | 0           | 2           | 13              | 3               | 0               | 0                 | 0                 | 0                 | 2          | 0          | 0          | -                              | 21                             | 0                              | 1                              | 27           | 1            | 1            | 122   | 4     | 4     |
| 2022-2023             | Wolverhampton Wanderers | Premier League        | 11          | 1           | 0           | -               | -               | -               | -                 | -                 | -                 | -          | -          | -          | -                              | -                              | -                              | -                              | -            | -            | -            | 11    | 1     | 0     |
| 2023-2024             | Wolverhampton Wanderers | Premier League        | 34          | 2           | 1           | 3               | 0               | 0               | 1                 | 0                 | 0                 | -          | -          | -          | -                              | -                              | -                              | -                              | -            | -            | -            | 38    | 2     | 1     |
| 2024-2025             | Wolverhampton Wanderers | Premier League        | 8           | 0           | 0           | 0               | 0               | 0               | 1                 | 0                 | 0                 | -          | -          | -          | -                              | -                              | -                              | -                              | -            | -            | -            | 9     | 0     | 0     |
| Sous-total            | Sous-total              | Sous-total            | 53          | 3           | 1           | 3               | 0               | 0               | 2                 | 0                 | 0                 | 0          | 0          | 0          | -                              | 0                              | 0                              | 0                              | 0            | 0            | 0            | 58    | 3     | 1     |
| Total sur la carrière | Total sur la carrière   | Total sur la carrière | 112         | 3           | 3           | 16              | 3               | 0               | 2                 | 0                 | 0                 | 2          | 0          | 0          | -                              | 21                             | 0                              | 1                              | 27           | 1            | 1            | 180   | 7     | 5     |

### En sélection nationale
| Saison                | Sélection             | Phases finales        | Phases finales | Phases finales | Phases finales | Éliminatoires CDM | Éliminatoires CDM | Éliminatoires CDM | Matchs amicaux | Matchs amicaux | Matchs amicaux | Total | Total | Total |
| Saison                | Sélection             | Compétition           | M              | B              | Pd             | M                 | B                 | Pd                | M              | B              | Pd             | M     | B     | Pd    |
| --------------------- | --------------------- | --------------------- | -------------- | -------------- | -------------- | ----------------- | ----------------- | ----------------- | -------------- | -------------- | -------------- | ----- | ----- | ----- |
| 2022-2023             | Brésil                | Coupe du monde 2022   | -              | -              | -              | -                 | -                 | -                 | 0              | 0              | 0              | 0     | 0     | 0     |
| 2023-2024             | Brésil                | Copa América 2024     | 4              | 0              | 0              | -                 | -                 | -                 | 4              | 0              | 0              | 8     | 0     | 0     |
| 2024-2025             | Brésil                | -                     | -              | -              | -              | 1                 | 0                 | 0                 | -              | -              | -              | 1     | 0     | 0     |
| Total sur la carrière | Total sur la carrière | Total sur la carrière | 4              | 0              | 0              | 1                 | 0                 | 0                 | 4              | 0              | 0              | 9     | 0     | 0     |

## Palmarès

### En club
Flamengo
| - Championnat du Brésil (1) : - Champion : 2020. - Supercoupe du Brésil (1) : - 2021. |  | - Championnat de Rio de Janeiro (2) : - 2020 et 2021. |